# 徐庸徳
徐 庸徳（ソ・ヨンドク、朝鮮語: 서용덕、1989年9月10日 - ）は、大韓民国出身のプロサッカー選手。ポジションは主にミッドフィールダー（MF）。

## 来歴
小学校4年時にサッカーを始める。彦南高校在学中には、2007年開催の大統領金杯で決勝点を挙げる活躍。延世大学校に進学し、2009年夏季ユニバーシアード（ベオグラード）のサッカー競技に出場。同年、U-20韓国代表としてFIFA U-20ワールドカップに出場し、ベスト8進出に貢献した。高校及び大学の同期には崔正漢、金民友がいる。
大学卒業を待たずにプロ入りすることを決心し 2009年6月、Jリーグ・大宮アルディージャへプロC契約で加入。しかし自らが「尊敬する」 とするチャン・ウェリョン監督が解任されたことなどから多くの出場機会は得られなかった。
2010年7月、FC東京へ期限付き移籍。8月4日のスルガ銀行チャンピオンシップが移籍後の初出場となったが、以後は負傷もあって なかなか出場機会を得られず、アジア競技大会に臨むU-21韓国代表からも外れた。プロ入り後初の先発出場となった天皇杯4回戦ジェフ千葉戦では、大熊清監督から武器として認められていたドリブル から2得点に絡む活躍を見せた。同年限りで移籍期間満了となり退団。
2011年よりカターレ富山へ完全移籍。中盤の軸の1人として出場を続け、鋭いドリブルと正確なクロス、ミドルシュートを武器に 攻撃に変化を生み出すエースとして成長。2013年J2第37節熊本戦では、ゴールまで約40メートルの位置から無回転シュートを突き刺し、J2月間ベストゴールに選定された。
2014年7月、退団したラフィーニャ、兵役中の韓相云に代わるアタッカーを求めていた蔚山現代FCへ完全移籍。
2016年、FC安養へ移籍。2017年、兵役中のプレーが認められている牙山ムグンファFCへ移籍。
2020年2月20日、ベトナムのホーチミン・シティFCと契約。

## 人物
- 訪日後に日本語を習得。日常会話やヒーローインタビューを通訳なしで問題なくこなしている。

## 所属クラブ
- 彦南高校
- 延世大学校
- 2009年6月 - 2010年  大宮アルディージャ
  - 2010年7月 - 12月  FC東京 (期限付き移籍)
- 2011年 - 2014年6月  カターレ富山
- 2014年7月 - 2015年  蔚山現代FC
- 2016年 - 2018年10月  FC安養
  - 2017年 - 2018年10月  牙山ムグンファFC (兵役)
- 2018年10月 - 2019年  釜山アイパーク
- 2020年  ホーチミン・シティFC

## 個人成績
| 国内大会個人成績 | 国内大会個人成績 | 国内大会個人成績 | 国内大会個人成績 | 国内大会個人成績 | 国内大会個人成績 | 国内大会個人成績 | 国内大会個人成績 | 国内大会個人成績 | 国内大会個人成績 | 国内大会個人成績 | 国内大会個人成績 |
| 年度             | クラブ           | 背番号           | リーグ           | リーグ戦         | リーグ戦         | リーグ杯         | リーグ杯         | オープン杯       | オープン杯       | 期間通算         | 期間通算         |
| 年度             | クラブ           | 背番号           | リーグ           | 出場             | 得点             | 出場             | 得点             | 出場             | 得点             | 出場             | 得点             |
| 韓国             | 韓国             | 韓国             | 韓国             | リーグ戦         | リーグ戦         | リーグ杯         | リーグ杯         | FA杯             | FA杯             | 期間通算         | 期間通算         |
| ---------------- | ---------------- | ---------------- | ---------------- | ---------------- | ---------------- | ---------------- | ---------------- | ---------------- | ---------------- | ---------------- | ---------------- |
| 2008             | 延世大           |                  | -                | -                | -                | -                | -                | 2                | 0                | 2                | 0                |
| 日本             | 日本             | 日本             | 日本             | リーグ戦         | リーグ戦         | リーグ杯         | リーグ杯         | 天皇杯           | 天皇杯           | 期間通算         | 期間通算         |
| 2009             | 大宮             | 34               | J1               | 4                | 0                | -                | -                | 0                | 0                | 4                | 0                |
| 2010             | 大宮             | 29               | J1               | 1                | 0                | 0                | 0                | -                | -                | 1                | 0                |
| 2010             | FC東京           | 30               | J1               | 0                | 0                | 0                | 0                | 1                | 0                | 1                | 0                |
| 2011             | 富山             | 14               | J2               | 29               | 1                | -                | -                | 1                | 0                | 30               | 1                |
| 2012             | 富山             | 11               | J2               | 38               | 5                | -                | -                | 0                | 0                | 38               | 5                |
| 2013             | 富山             | 11               | J2               | 35               | 7                | -                | -                | 1                | 0                | 36               | 7                |
| 2014             | 富山             | 11               | J2               | 16               | 0                | -                | -                | -                | -                | 16               | 0                |
| 韓国             | 韓国             | 韓国             | 韓国             | リーグ戦         | リーグ戦         | リーグ杯         | リーグ杯         | FA杯             | FA杯             | 期間通算         | 期間通算         |
| 2014             | 蔚山             | 5                | Kクラシック      | 13               | 1                | -                | -                |                  |                  |                  |                  |
| 2015             | 蔚山             | 14               | Kクラシック      | 7                | 0                | -                | -                |                  |                  |                  |                  |
| 2016             | 安養             | 8                | Kチャレンジ      | 34               | 3                | -                | -                |                  |                  |                  |                  |
| 2017             | 牙山             | 88               | Kチャレンジ      |                  |                  | -                | -                |                  |                  |                  |                  |
| 通算             | 韓国             | 韓国             | Kクラシック      | 20               | 1                | -                | -                |                  |                  |                  |                  |
| 通算             | 韓国             | 韓国             | Kチャレンジ      | 34               | 3                | -                | -                |                  |                  |                  |                  |
| 通算             | 韓国             | 韓国             | 他               | -                | -                | -                | -                | 2                | 0                | 2                | 0                |
| 通算             | 日本             | 日本             | J1               | 5                | 0                | 0                | 0                | 1                | 0                | 6                | 0                |
| 通算             | 日本             | 日本             | J2               | 118              | 13               | -                | -                | 2                | 0                | 120              | 13               |
| 総通算           | 総通算           | 総通算           | 総通算           | 177              | 17               | 0                | 0                | 5                | 0                | 182              | 17               |

出場歴
- 2009年7月18日：Jリーグ初出場 - J1 第18節 vsFC東京 (NACK)
- 2011年7月11日：Jリーグ初得点 - J2 第20節 vsサガン鳥栖 (ベストアメニティスタジアム)
- 2014年7月06日：Kリーグクラシック初出場 - 第13節 vs城南FC (炭川総合運動場)
- 2014年9月07日：Kリーグクラシック初得点 - 第24節 vs慶南FC (蔚山文殊サッカー競技場)

その他の国際公式戦
- 2010年
  - スルガ銀行チャンピオンシップ 1試合0得点

## 個人タイトル
- J2 Exciting 22 （2012年[24]、2013年[25]）

## 代表歴
- U-18韓国代表
  - 2007年 - AFC U-19選手権2008 (予選)
- U-19韓国代表
  - 2008年 - 仙台カップ国際ユースサッカー大会 (4位)、AFC U-19選手権2008 (ベスト4)
- ユニバーシアード韓国代表
  - 2009年 - ユニバーシアード・ベオグラード大会 (6位)
- U-20韓国代表
  - 2009年 - 2009 FIFA U-20ワールドカップ (ベスト8)
- U-21韓国代表
  - 2010年